# L'oiseau bleu (opera)

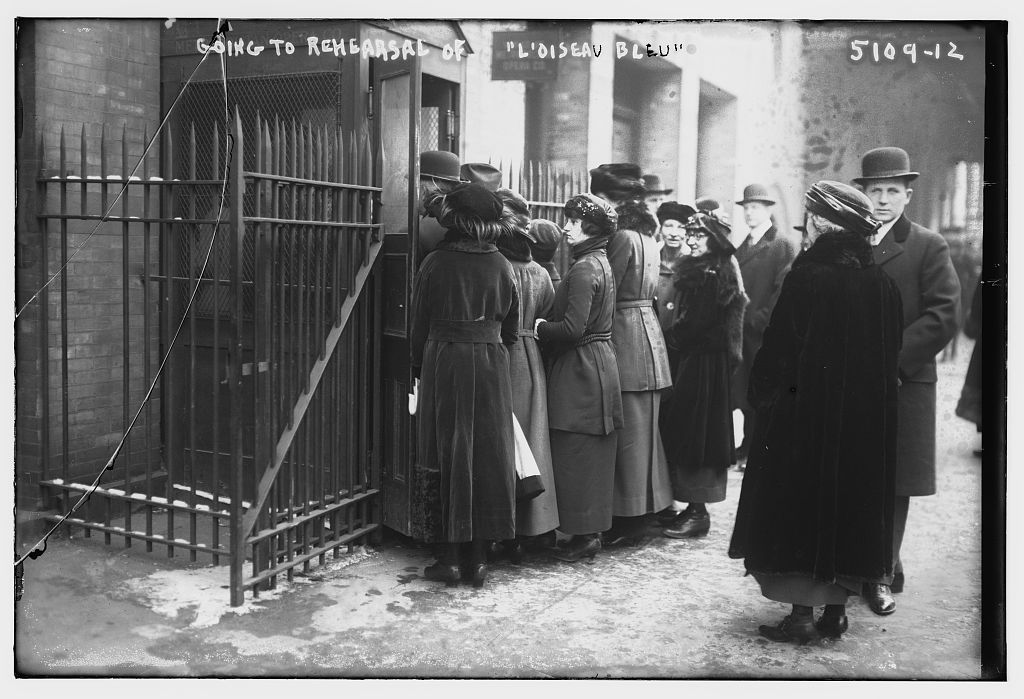
Andando alle prove de L'oiseau bleu nel 1919

L'oiseau bleu (L'uccellino azzurro) è un'opera in quattro atti e otto quadri del compositore e direttore d'orchestra francese Albert Wolff. Il libretto di Maurice Maeterlinck è basato sulla sua commedia omonima del 1908. Boris Anisfeld ha disegnato le scenografie.

## Storia delle esecuzioni
Fu eseguita per la prima volta al Metropolitan Opera House di New York il 27 dicembre 1919.
Maeterlinck, drammaturgo e Premio Nobel, era presente alla prima, che, subito dopo la prima guerra mondiale, fu un benefit per quattro enti di beneficenza: il Queen of the Belgians Fund, il Millerand Fund for French Orphans, la Three Big Sister Organizations (cattoliche, protestanti, ebraiche) e il Milk for the Children of America Fund.
La prima rappresentazione belga fu il 21 aprile 1920 e fu ripresa al Théâtre de la Monnaie il 14 febbraio 1956, diretta dal compositore.

## Ruoli
| Ruolo                           | Registro vocale         | Cast della prima, 27 dicembre 1919 Direttore: Albert Wolff |
| ------------------------------- | ----------------------- | ---------------------------------------------------------- |
| Tyltyl                          | mezzosoprano            | Raymonde Delaunois                                         |
| Mytyl                           | soprano                 | Mary Ellis                                                 |
| Madre Tyl                       | soprano                 | Florence Easton                                            |
| Padre Tyl                       | baritono                | Paolo Ananian                                              |
| Nonna Tyl                       | mezzosoprano            | Louise Berat                                               |
| Nonno Tyl                       | basso                   | Léon Rothier                                               |
| Amore materno                   | soprano                 | Florence Easton                                            |
| Gioia della comprensione        | soprano                 | Gladys Axman                                               |
| Luce                            | mezzosoprano            | Flora Perini                                               |
| Padre Tempo                     | basso                   | Leon Rothier                                               |
| Pane                            | baritone                | Mario Laurenti                                             |
| Latte                           | soprano                 | Marie Tiffany                                              |
| La piccola ragazza              | soprano                 | Edna Kellogg                                               |
| Due piccoli amanti              | mezzosoprano, contralto | Minnie Egener, Helena Marsh                                |
| Gioia di essere giusti          | -                       | Margaret Farnham                                           |
| Gioia di vedere ciò che è bello | mezzosoprano            | Cecil Arden                                                |
| La fata                         | contralto               | Jeanne Gordon                                              |
| Notte                           | mezzosoprano            | Frances Ingram                                             |
| Il gatto                        | soprano                 | Margaret Romaine                                           |
| Il cane                         | -                       | Robert Cousinou                                            |
| Mme Berlingot                   | contralto               | Jeanne Gordon                                              |
| Felicità                        | soprano                 | Mary Mellish                                               |
| Il bambino                      | -                       | Ada Vosari                                                 |
| Zucchero                        | tenore                  | Octave Dua                                                 |
| Fuoco                           | tenore                  | Angelo Badà                                                |
| Un altro bambino                | -                       | Miss Kennedy                                               |
| Primo bambino                   | -                       | Miss Belleri                                               |
| Secondo bambino                 | -                       | Miss Florence                                              |
| Terzo bambino                   | -                       | Miss Borniggia                                             |
| Quarto bambino                  | soprano                 | Phyllis White                                              |
| Quinto bambino                  | -                       | Miss Manetti                                               |

## Trama
Tyltyl e Mytyl sono i figli di un povero taglialegna. A Natale non c'è albero o calza di Natale per loro. Quando i genitori credono che siano al sicuro a letto, i bambini escono di soppiatto e guardano attraverso la finestra i preparativi per le vacanze nella casa di un vicino benestante dall'altra parte della strada.
Mentre sono assorbiti da questo, entra Fata Berylune. È una strega che esige dai bambini che le portino l'erba che canta e l'uccello che è azzurro affinché il suo piccolo bambino malato possa essere riportato alla salute e alla felicità. Dopo che loro hanno accettato di trovare l'uccello, la fata incorona Tyltyl con un berretto magico incastonato con un meraviglioso diamante, che ha il potere di svelare il passato e il futuro e di trasformare oggetti e animali inanimati in creature parlanti. Tutto intorno ai bambini comincia a prendere vita e voce: latte, zucchero, luce, pane, fuoco, cane e gatto.
Improvvisamente la finestra si apre e i bambini iniziano la loro ricerca. Vanno prima nella Terra della Memoria, poi nel Palazzo della Notte, nel Giardino della Felicità, nel Cimitero e poi nel Regno del Futuro, ma non riescono a catturare l'uccello blu. Tornano a casa a letto.
Quando arriva il mattino una vicina che assomiglia alla Fata entra a chiedere un uccellino azzurro affinché il suo bambino malato possa essere curato nel vederlo. Guardandosi intorno, i bambini sono stupiti di vedere che la loro tortora è diventata blu. La offrono volentieri per il bambino malato e con il dono ritorna la salute dell'invalido. Quando Tyltyl chiede la sua restituzione e il bambino mostra riluttanza a restituirlo, l'uccello blu scappa da entrambi e vola via.